# 米露謝
米露謝是一個斯拉夫女性名字，主要見於捷克和斯洛伐克，意為「親愛的」、「親切的」或「愉快的」。其變體包括Miluša、Miluška等。

## 命名日
- 捷克：8月3日[1]。

## 人物
- 米露謝·比特內羅娃（Miluše Bittnerová）：捷克女演員
- 米露謝·霍斯卡（Miluše Horská）：捷克議會參議員、大學教師
- 米露謝·魯比奇科娃（Miluše Roubíčková）：捷克設計師和玻璃製造商
- 米露謝·什普萊赫托娃（Miluše Šplechtová）：捷克女演員
- 米露謝·沃博尼科娃（Miluše Voborníková）：捷克歌手